# Notacma audens
Notacma audens är en stekelart som först beskrevs av Brethes 1927.  Notacma audens ingår i släktet Notacma och familjen brokparasitsteklar. Inga underarter finns listade i Catalogue of Life.